# Floribundaria intermedia
Floribundaria intermedia är en bladmossart som beskrevs av Thériot 1907. Floribundaria intermedia ingår i släktet Floribundaria och familjen Meteoriaceae. Inga underarter finns listade i Catalogue of Life.